# The International Cat Association
The International Cat Association, zkráceně TICA, je mezinárodní organizace chovatelů koček. Byla založena ve Spojených státech amerických. Má více než čtyři tisíce členů.

## Historie
Organizace byla založena 22. června 1979. Cílem bylo vytvořit organizaci, která bude progresivnější, flexibilnější a inovativnější než stávající chovatelské organizace.
Členy TICA jsou chovatelské kluby z řady zemí celého světa.

## Uznaná plemena
(stav k 16. 8. 2015) 
TICA je velmi flexibilní, co se uznávání nových plemen týče. Uznává proto výrazně více plemen než konzervativnější CFA či FIFe. Existuje-li u plemene dlouhosrstá i krátkosrstá varieta, jsou tyto považovány za dvě samostatná plemena.
Každé nové plemeno, které TICA akceptuje, musí projít několika úrovněmi předběžného uznání, než dosáhne plného úznání a s tím souvisejícího nároku na nejvyšší výstavní tituly.
Plně uznaná plemena (Championship Breeds)
Kočky těchto plemen mohou být vystavovány bez omezení, mají nárok na udělení výstavních titulů včetně titulu šampióna.
- Abyssinian – habešská kočka
- American Bobtail – americký bobtail
  - American Bobtail Shorthair – americký bobtail krátkosrstý
- American Curl – americký curl
  - American Curl Longhaired – americký curl dlouhosrstý
- American Shorthair – americká krátkosrstá kočka
- American Wirehair – americká hrubosrstá kočka
- Australian Mist
- Balinese – balinéska
- Bengal – bengálská kočka
- Birman – birma
- Bombay – bombajská kočka
- British Shorthair – britská krátkosrstá kočka
- British Longhair – britská dlouhosrstá kočka
- Burmese – barmská kočka
- Burmilla – burmilla
  - Burmilla Longhair – burmilla dlouhosrstá
- Chartreux – kartouzská kočka
- Chausie
- Cornish Rex – cornish rex
- Cymric – kymerská kočka
- Devon Rex – devon rex
- Egyptian Mau – egyptská mau
- Exotic Shorthair – exotická kočka
- Havana
- Himalayan
- Japanese Bobtail – japonský bobtail
  - Japanese Bobtail Longhair – japonský bobtail dlouhosrstý
- Khaomanee
- Korat – korat
- Kurilian Bobtail – kurilský bobtail
  - Kurilian Bobtail Longhair – kurilský bobtail dlouhosrstý
- LaPerm – LaPerm
- LaPerm Shorthair – LaPerm krátkosrstý
- Maine Coon – mainská mývalí kočka
- Manx – manská kočka
- Munchkin – munchkin
- Munchkin Longhair – munchkin dlouhosrstý
- Nebelung – nebelung
- Norwegian Forest – norská lesní kočka
- Ocicat – ocicat
- Oriental Longhair – orientální kočka dlouhosrstá
- Oriental Shorthair – orientální kočka krátkosrstá
- Persian – perská kočka
- Peterbald – peterbald
- Pixiebob – pixiebob
  - Pixiebob Longhair – pixiebob dlouhosrstý
- Ragdoll – ragdoll
- Russian Blue – ruská modrá kočka
- Savannah – savannah
- Scottish Fold – skotská klapouchá kočka
  - Scottish Fold Longhair – skotská klapouchá kočka dlouhosrstá
- Scottish Straight – skotská klapouchá kočka s rovnýma ušima
  - Scottish Straight Longhair – skotská klapouchá kočka s rovnýma ušima dlouhosrstá
- Selkirk Rex – selkirk rex
  - Selkirk Rex Longhair – selkirk rex dlouhosrstý
- Siamese – siamská kočka
- Siberian – sibiřská kočka
- Singapura – singapura
- Snowshoe – snowshoe
- Somali – somálská kočka
- Sphynx – sphynx
- Thai – thajská kočka
- Tonkinese – tonkinská kočka
- Toyger
- Turkish Angora – turecká angora
- Turkish Van – turecká van

Plemena v pokročilé fázi uznání (Advanced New Breeds)
Tato plemena mohou být vystavována na výstavách TICA, ale nemají nárok na výstavní tituly. Než budou plemena plně uznána, musí splnit předem stanovené podmínky.
- Donskoy – donský sphynx
- Highlander
  - Highlander Shorthair
- Minuet
  - Minuet Longhair
- Serengeti

Plemena v první fázi uznání (Preliminary New Breeds)
Tato plemena mohou být vystavována na výstavách TICA, ale nemají nárok na výstavní tituly. Než budou plemena přeřazena do skupiny plemen v pokročilé fázi uznání, musí splnit předem stanovené podmínky.
- Lykoi
- Minskin

Plemena s registrací (Registration Only)
Kočky těchto plemen mohou být pouze zaregistrovány a nemohou být prezentovány na výstavách. TICA pouze dává k dispozici své registrační databáze za účelem registrace a tím i usnadnění dalšího vývoje plemene. TICA nijak negarantuje, že plemena z této kategorie budou akceptována a přijata do vývojového programu pro nová plemena.
- Ojos Azules
- Sokoke – sokoke

Domácí kočky (Non-championship Breeds)
Domácí kočky mohou být rovněž vystavovány na výstavách, kde získávají tituly podobné (ale ne stejné) titulům plemenných koček.
- Household Pet – domácí kočka
  - Household Pet Kitten – domácí kočka - kotě